# Stadt, Land …
Stadt, Land … ist eine deutsche Spiel- und Rateshow des Senders RTL II. Obwohl es von ihr nur Ausgaben mit Prominenten gibt, wird sie auch Stadt, Land … – Promi-Spezial genannt. Wie der Titel erahnen lässt, variiert die Sendung das Spiel Stadt, Land, Fluss. Die Moderation wird von Micky Beisenherz übernommen.

## Spielregeln
Zunächst wird eine Kategorie (z. B. „Damit kann man angeben“ oder „Das sollte ein Haustier können“), dann – durch das Zufallsprinzip – ein Buchstabe bestimmt. Die vier prominenten Gäste – Hella von Sinnen, in der Regel Atze Schröder sowie zwei wechselnde Prominente – haben dann Zeit, um ihre Antworten aufzuschreiben, die sie – nachdem der Erste mit allen Fragen fertig ist und die Runde beendet hat – schließlich vorstellen. Bei den Antworten kommt es weniger auf die inhaltliche Richtigkeit, als um die Kreativität der Antworten an. Bei der Punktevergabe unterscheidet sich die Sendung nicht von der des klassischen Spiels.

## Ausstrahlung
| Episode | Datum      | Gäste                                                                 |
| ------- | ---------- | --------------------------------------------------------------------- |
| 1.01    | 30.01.2012 | Hella von Sinnen, Atze Schröder, Matze Knop, Charlotte Engelhardt     |
| 1.02    | 06.02.2012 | Hella von Sinnen, Atze Schröder, Monica Ivancan, Raúl Richter         |
| 2.01    | 05.09.2012 | Hella von Sinnen, Atze Schröder, Matze Knop, Estefania Küster         |
| 2.02    | 12.09.2012 | Hella von Sinnen, Atze Schröder, Sophia Thomalla, Marco Schreyl       |
| 2.03    | 19.09.2012 | Hella von Sinnen, Atze Schröder, Aleksandra Bechtel, Steffen Henssler |
| 2.04    | 26.09.2012 | Hella von Sinnen, Atze Schröder, Sophia Thomalla, Jochen Schropp      |
| 2.05    | 03.10.2012 | Hella von Sinnen, Ruth Moschner, Hans Werner Olm, Mickie Krause       |
| 2.06    | 10.10.2012 | Hella von Sinnen, Janine Kunze, Guildo Horn, Ingo Appelt              |
| 2.07    | 17.10.2012 | Hella von Sinnen, Atze Schröder, Lisa Feller, Jörn Schlönvoigt        |
| 2.08    | 24.10.2012 | Hella von Sinnen, Atze Schröder, Jeanette Biedermann, Dave Davis      |